# Anicet Adjamossi
Anicet Adjamossi est un footballeur béninois né le 15 mars 1984 à Porto-Novo. Il peut évoluer au poste de défenseur ou de milieu gauche.

## Carrière
- 2002-2003 : Girondins de Bordeaux  France
- 2003-2004 : Girondins de Bordeaux B  France
- 2004-2005 : Pau FC  France
- 2005-2006 : Entente Sannois Saint-Gratien  France
- 2006-2007 : FC Istres  France
- 2007-2008 : US Créteil-Lusitanos  France
- 2008-2009 : Racing Club de Ferrol  Espagne
- 2009-2010 : Mogas 90  Bénin
- Depuis 2010 : Saint-Colomban Locminé  France[1],[2]

## Sélections
- 39 sélections et 4 buts avec le  Bénin depuis 2002.

## Statistiques
- 11 matchs et 1 but en Ligue 2
- 78 matchs et 2 buts en National